# Biancolella
Il vitigno Biancolella, a bacca bianca, viene coltivato nelle regioni Campania, Lazio, Puglia e Sardegna.